# George Morren
George Morren oder Georges Morren (* 27. Juli 1868 in Ekeren, Belgien; † 21. November 1941 in Brüssel, Belgien) war ein belgischer Bildhauer, Impressionist und Graveur.

## Werdegang
George Morren, drittes Kind von Anna Henrica van den Wouwer und Arthur Morren, eines wohlhabenden Getreidehändlers in Antwerpen, wurde während der Regierungszeit von König Leopold II. in Ekeren geboren, dem Norddistrikt von Antwerpen. Er wuchs in einer bürgerlichen und frankophilen Familie auf. Seine Erziehung umfasste eine künstlerische Ausbildung. Der Maler Emile Claus diente dabei als sein Kunsttutor, welcher ihn und seine Brüder mehrmals pro Woche unterrichtete. In der Folgezeit überzeugte Claus den Vater von George Morren davon seinen Sohn 1888 an der Artesis Hogeschool Antwerpen anzumelden, trotz des schlechten Rufs des Instituts zu dieser Zeit.
1889 machte Morren die Bekanntschaft mit Henry van de Velde. Dank ihm besuchte er die Messen in Brüssel der Société des Vingt und die Kunstausstellungen der Freiberufler in Paris (Frankreich) sowie der belgischen und ausländischen Künstler der Moderne. Von der Persönlichkeit und der Arbeit von Henry van de Velde angetan, fertigte Morren in den Jahren zwischen 1890 und 1892 einige Werke an, eng und regelmäßig punktiert im farblichen Kontrast, konform zu den Theorien des französischen Malers Georges Seurat den Pointillismus betreffend.
Beeinflusst von den Ideen der britischen Maler William Morris und Walter Crane, beides Verfechter der angewandten Kunst, beteiligte er sich zwischen 1893 und 1900 an der Schaffung von Schmuck, Gebrauchsgegenständen, Tapeten etc. Während dieser Zeit schloss er auch seine künstlerische Ausbildung in Paris ab. Dabei war er in den Ateliers der französischen Maler Alfred Philippe Roll, Eugène Carrière, Pierre Puvis de Chavannes und Henri Gervex tätig.
Sehr schnell ermüdet vom verkürzten Malprozess, welchem der Neoimpressionismus unterlag, entwickelte sich Morren ab dem Sommer 1892 nach und nach auf künstlerischer Ebene weiter. Dabei setzte er zunehmend auf Spontanität, was mehr Platz für Emotionen schuf. Er wurde zu einem der eifrigsten Bewunderer der französischen Impressionisten. Seine Arbeit ist im Geiste von Pierre-Auguste Renoir gehalten: Lebensfreude, raffinierte Sinnlichkeit junger Frauen beim Spaziergang durch die Gärten oder bei ihren intimen Momenten. Morren erschuf lichtdurchflutete Gemälde, die zwischen 1895 und 1913 auf den Messen La Libre Esthétique in Brüssel, der Vie et Lumière sowie auf zahlreichen internationalen Ausstellungen ausgestellt wurden. Den Gipfel seiner zweiten große künstlerische Schaffenszeit erreichte er zwischen 1904 und 1907 (Luminismus: Le mois des roses et L’été) und endete am Vorabend des Ersten Weltkrieges.
1897 heiratete er Juliette Melges. Das Paar lebte zehn Jahre lang in Antwerpen, bevor es 1910 nach Brüssel umzog. Er erwarb auch eine Immobilie in Frankreich, in der Nähe der Stadt Saint-Germain-en-Laye. Es war diese paradiesische Umgebung, unweit der Anwesen der französischen Maler Maurice Denis, Pierre Bonnard und Édouard Vuillard, die er mehrmals besuchte, wo er im weiteren Verlauf die meiste Zeit verbrachte. Gegen 1913 trat er in eine neue Schaffensperiode ein. Die Farben auf seinen neuen Werken waren matter. Dafür setzte er geriebene raue Pigmente ein (Pastellmalerei). Morren blieb sich treu. Auf neue Trends, wie den Kubismus oder den Expressionismus, ging er nicht ein. Er befasste sich mit Szenen des täglichen Lebens (La pergola, 1929), mit Interieurs in feiner Atmosphäre, mit schimmernden Blumensträußen (Pivoines, 1919), mit ansprechenden Landschaften, mit Porträts, wo er dunkle Farbtönen bevorzugte und die Gemälde dadurch ernst und voller Klarheit waren, und mit nackten attraktiven Menschen (Le sommeil, 1922).
Er kehrte 1926 nach Belgien zurück. In der Folgezeit stellte er Werke aus seiner gesamten Schaffenszeit in der Galerie Georges Giroux in Brüssel aus. Die Presse rühmte einstimmig die Retrospektive. Hingegen war das Feedback bei der Öffentlichkeit verhaltener. 1931 fand eine neue Retrospektive im Palais des Beaux-Arts de Bruxelles statt. Dieses Mal war die Ausstellung ein großer Erfolg und zog ein breites Publikum an.
In einem Brief von 1934 schrieb er, dass er einen Teil seiner früheren Werke zerstört oder geändert hatte. In seiner letzten Schaffensperiode (période de synthèse) wendete er sich der glatten Malweise zu. Dabei ist die verwendete Lackschicht dünn und großflächig verteilt ähnlich einem Aquarell. Wenn nun irgendeine Form im Impressionismus gelegentlich in den Landschaften erschien, dann wies diese weniger Schimmer auf. Die Farbe wurde zunehmend unabhängig vom Lichtspiel verwendet. Der Schatten verschwand. Es wurde mehr Wert auf die Ästhetik des Vergänglichen gelegt. Die Farbvariationen wechselten permanent (Le bâton de rouge, 1941).
1936 verstarb seine Ehefrau. Ein Jahr später heiratete er Orpha Demets (* 11. November 1911). George Morren verstarb am 21. November 1941 in seinem Haus in Brüssel während seiner Vorbereitung für eine neue Retrospektive im Palais des Beaux-Arts de Bruxelles. Diese fand im April 1942 statt. Sie war von der deutschen Besatzung während des Zweiten Weltkriegs überschattet.

## Werke (Auswahl)
- Sunday Afternoon, 1892[1]
- Le Renouveau, 1892
- Les perches à haricots, 1892
- Corando a Roupa, 1894[2]

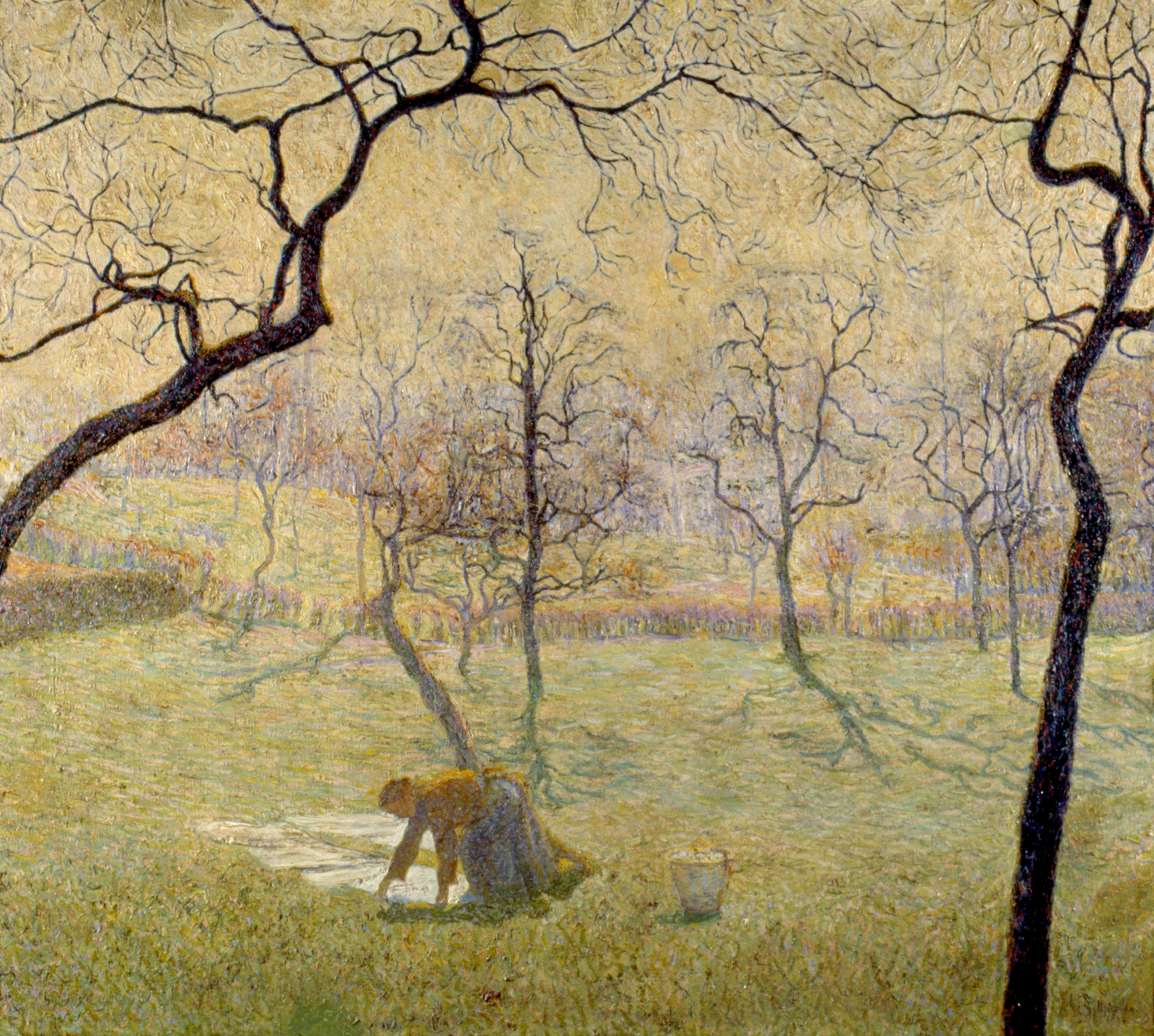
Corando a Roupa (1894)

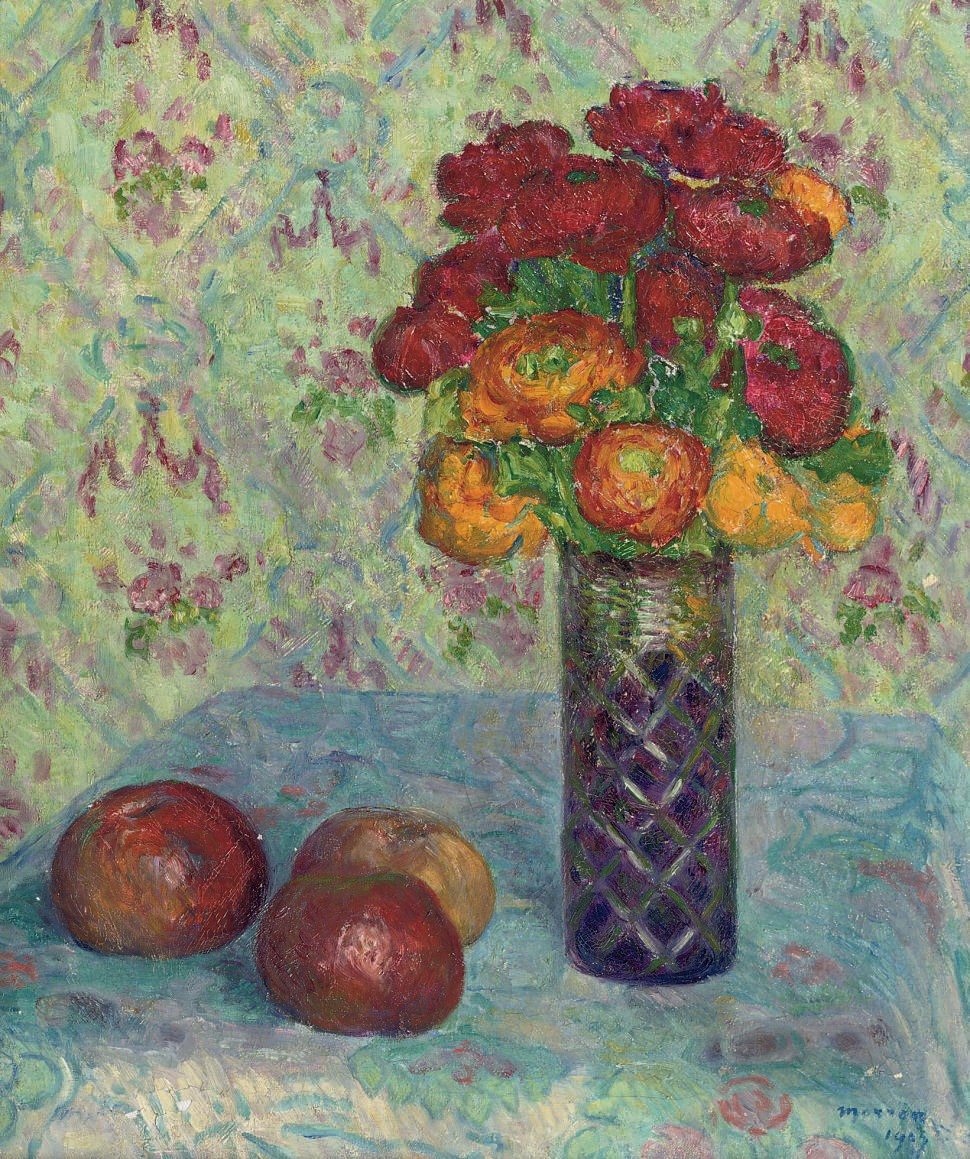
Renoncules (1907)

- La jeune femme à sa toilette, 1903
- Le mois des roses et L’été, 1904–1907
- Renoncules, 1907
- Rue de village, um 1912
- Mand met appelen - Le panier de pommes, 1914
- Herderin, 1916
- Pruimen en dahlia’s, 1917
- Pivoines, 1919
- Le sommeil, 1921–1922
- La pergola, 1929
- Les Dolomites – Cortina d’Ampezzo, 1937
- Le Piano, 1939
- Le bâton de rouge, 1941
- A still life of a vase of summer flowers, a teapot
- Le Basin de Neptune, Versailles: the palace gardens
- Nature morte aux fruits et legumes